# John Mackintosh Hall
El John Mackintosh Hall és el principal centre cultural en el territori britànic d'ultramar de Gibraltar. Es compon d'una biblioteca pública, un teatre, sala de conferències, gimnàs i diversos espais polivalents.

## Història
El seu nom ret homenatge al filantrop gibraltareny John Mackintosh, que al seu testament va deixar un llegat per construir un lloc que enfortiria els lligams culturals i educatius entre Gibraltar i el Regne Unit.
El John Mackintosh Hall es va obrir al públic pel llavors governador, general Sir Dudley Ward, el 8 d'abril de 1964. L'estil arquitectònic de l'edifici segueix les tradicions arquitectòniques mediterrànies, amb una sèrie de patis interconnectats on es controla la llum del sol i la calor dels mesos d'estiu amb l'ús d'arbres, àrees ombrejades i fonts.
Encara que va ser dissenyat originalment com una institució educativa específicament en benefici de la joventut de Gibraltar, amb el temps ha estat adaptat per atendre també diversos esdeveniments culturals per a adults. La biblioteca es va ampliar i ara el teatre pot acollir conferències i xerrades, a més d'actuacions musicals.
Les dues obres més importants escrites a Gibraltar, «La Lola se va pá Londre» i «Connie amb cama camera en el comedor», ambdues per Elio Cruz, s'han estrenat al John Mackintosh Hall el 1966 i 1969, respectivament.